# Yumi Lambert
Laura Lambert (Bruxelles, 1996) è una supermodella belga.

## Biografia
Di origini giapponesi tramite la nonna paterna, è stata da lei chiamata Yumi, con i caratteri Yu (eleganza) e Mi (bellezza). Il sito Models.com la considera, alla fine del 2014, tra "Le 50 top model più quotate al mondo".

## Carriera
A 15 anni Lambert ha firmato un contratto con la Dominique Models di Bruxelles sfilando nel 2013 tra l'altro per Prada, Missoni, Giorgio Armani, Nina Ricci, Kenzo e Chanel.

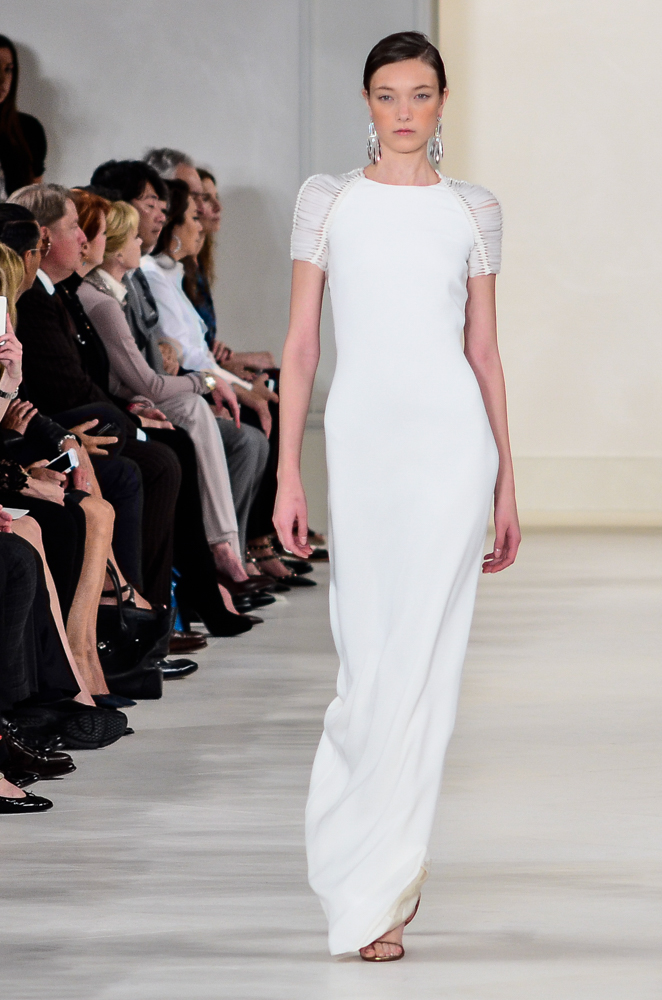
Lambert sfila per la collezione primavera estate 2015 di Ralph Lauren il 14 settembre 2014

Nel 2014 ha sfilato per lo spettacolo di Victoria's Secret e per marchi come Oscar de la Renta, Blumarine, Fendi e Moschino; è il volto della pubblicità inoltre di Hermes.
Nel 2015 ha calcato le passerelle anche per Christian Dior, Gucci, Versace, Paco Rabanne, Givenchy, Prada e Jil Sander.
Tra le sue agenzie ci sono anche la IMG a New York, Sydney, Milano e Londra, la Women Management Paris a Parigi e la Uno Models a Barcellona